# Bahus-Soubiran
Bahus-Soubiran ist eine französische Gemeinde mit 393 Einwohnern (Stand 1. Januar 2022) im Département Landes in der Region Nouvelle-Aquitaine (vor 2016: Aquitanien). Sie gehört zum Arrondissement Mont-de-Marsan und zum Kanton Adour Armagnac.
Der Name in der gascognischen Sprache lautet Baús Sobiran. Er geht zurück auf den gleichnamigen Fluss, der durch das Zentrum von Bahus fließt, und dem lateinischen Wort superianum (deutsch das Höchste).
Die Einwohner werden Bahusates genannt.

## Geographie
Die Gemeinde Bahus-Soubiran liegt am Fluss Bahus im Weinbaugebiet Tursan, ca. 30 Kilometer südöstlich von Mont-de-Marsan in der Gascogne am südöstlichen Rand des Départements Landes.
Umgeben wird Bahus-Soubiran von den Nachbargemeinden:
| Eugénie-les-Bains | Duhort-Bachen                               |                  |
| Saint-Loubouer    | Kompassrose, die auf Nachbargemeinden zeigt | Aire-sur-l’Adour |
| Castelnau-Tursan  | Pécorade Sorbets                            |                  |

Bahus-Soubiran liegt im Einzugsgebiet des Flusses Adour.
Nebenflüsse des Adour durchqueren das Gebiet der Gemeinde,
- der Bahus und sein Nebenfluss,
  - der Baziou, der in Bahus-Soubiran entspringt,
- der Lourden und
- der Ruisseau du Bayle, der auch Ruisseau de la Grave genannt wird und in Bahus-Soubiran entspringt.[4]

## Geschichte
Mehrere Hügelgräber auf dem Gemeindegebiet belegen eine frühe Besiedelung des Landstrichs. 1975 wurde ein Lager entdeckt, bei dem Dachziegel, Fragmente einer Amphore und ein Mühlstein gefunden wurden. Am Ende des 13. Jahrhunderts wurde das Dorf mit einer für die Region typischen Bastide versehen. Aus den lokalen Archiven ist die Viehzucht als primäre wirtschaftliche Aktivität des Dorfes zu entnehmen sowie die Namen der Familien, die die Geschicke lenkten, wie die Talassac, die Grundherren von Bahus. 1861 wurde ein Teil der ehemaligen Gemeinde Damoulens der Gemeinde Bahus-Soubiran zugeführt.
Bahus-Soubiran besaß einen Bahnhof an der Eisenbahnlinie der Compagnie des Tramways à Vapeur de la Chalosse et du Béarn, die Aire-sur-l’Adour mit Amou verband und 1909 eröffnet wurde. In den 1930er Jahren wurde zuerst die Beförderung von Personen, später der Güterverkehr aufgrund fehlender Wirtschaftlichkeit eingestellt.

### Einwohnerentwicklung
Nach einem Höchststand der Einwohnerzahl von rund 585 in der Mitte des 19. Jahrhunderts reduzierte sich die Zahl bei mehreren kurzen Erholungsphasen bis zur Jahrtausendwende auf rund 300 Einwohnern, bevor die Größe der Gemeinde seither signifikant zunahm.
| Jahr      | 1962 | 1968 | 1975 | 1982 | 1990 | 1999 | 2006 | 2010 | 2022 |
| --------- | ---- | ---- | ---- | ---- | ---- | ---- | ---- | ---- | ---- |
| Einwohner | 351  | 388  | 365  | 327  | 326  | 303  | 334  | 372  | 393  |

## Sehenswürdigkeiten

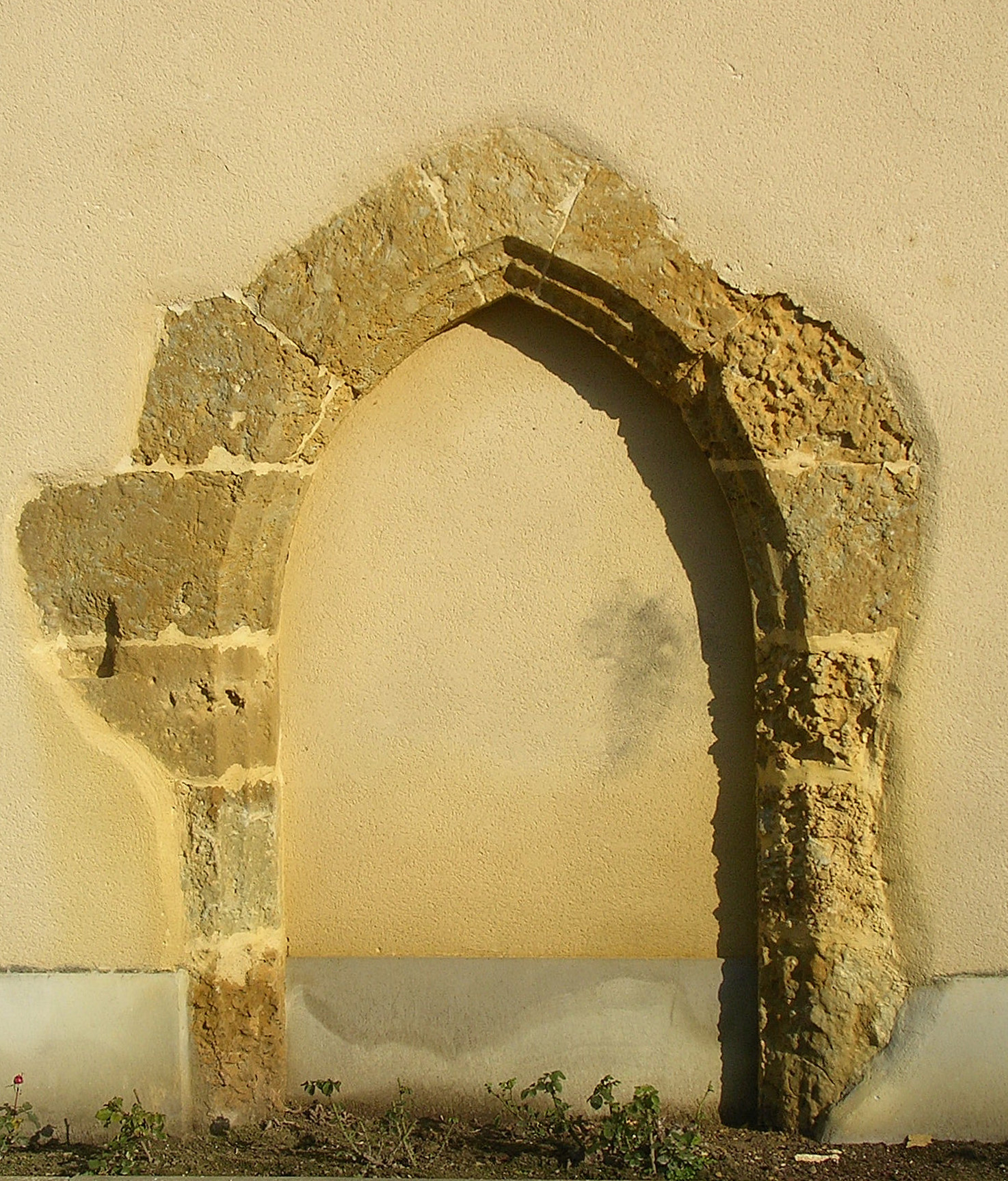
Ehemaliger Eingang der Kirche für Cagots

- Pfarrkirche, geweiht Johannes dem Täufer. Die erste Kirche der Gemeinde wurde 1569 in den Hugenottenkriegen von protestantischen Truppen zerstört. 1857 wurde das Gebäude vollständig restauriert. Es ist mit einem Glockenturm über der Vorhalle und einem Langhaus mit einem Haupt- und einem Seitenschiff ausgestattet. Die Familie L’Huillier schenkte der Kirche zwei Statuen aus der ehemaligen Abtei Saint-Jean de la Castelle.[8]

- Schloss Lucpeyrous. Ein Nachkomme der Grundherrenfamilie Talassac, Bernard de Talassac, verließ sein Schloss, von dem heute nur noch Spuren von Gräben zu sehen sind, und übersiedelte in das Schloss Lucpeyrous. Es wurde im 14. Jahrhundert errichtet und erfuhr bis zum 18. Jahrhundert ständige Veränderungen. Der runde Eckturm ist sein markantes Element. Seit dem 20. Jahrhundert ist es im Besitz der Familie L’Huillier, deren Mitglied, Gustave L’Huillier, von 1906 bis 1944 Bürgermeister von Bahus-Soubiran war.[9]

- Wegkapelle. Außerhalb des Zentrums der Gemeinde befindet sich eine Wegkapelle, die Johannes dem Täufer gewidmet ist. Sie erlaubt den Bauern seit mehreren Jahrhunderten, sich dort zum Gebet zu versammeln. Die Kapelle ist aus Steinen der Umgebung gebaut und enthält im Inneren in einer Nische eine Darstellung von Johannes dem Täufer.[10]

- Ehrenmal für die Gefallenen im Ersten Weltkrieg. Auf dem Hauptplatz zwischen Kirche und Rathaus befindet sich ein Werk des Bildhauers Charles Jean Cléophas Desvergnes, der viele Arbeiten in ganz Frankreich geschaffen hat. Die Gießerei Marron aus Orléans hat die Skulptur aus Bronze realisiert, die am 15. Juni 1924 eingeweiht wurde. Sie stellt die griechische Göttin des Sieges, Victoria, dar, geflügelt und bekleidet mit einer antiken Robe. Sie krönt einen Poilu mit einem Lorbeerkranz, der sich an die Tafel mit den Namen der Gefallenen lehnt.[11]

## Wirtschaft und Infrastruktur
Die Wirtschaft ist auch verbunden mit der Landwirtschaft und dem Weinbau. Die Gemeinde ist bekannt für die Aufzucht von Enten.
Bahus-Soubiran liegt in der Zone AOC des Weinbaugebiets Tursan.
Der Bauernhof la Ferme de Gnigue produziert seit 1965 Himbeeren, aber auch Mais und Weintrauben für die Cave des vignerons landais in Geaune.

### Sport und Freizeit
- Ein Rundweg über eine Länge von 14 km führt vom Zentrum durch das Gebiet der Gemeinde.[16]

- Auf dem Gebiet der Gemeinde befindet sich ein 9-Loch-Golfplatz Les greens d’Eugénie inklusive der Möglichkeit zur Schulung mit drei Par-3-Löchern, vier Par-4-Löchern und zwei Par-5-Löchern.

### Verkehr
Bahus-Soubiran ist erreichbar über die Routes départementales 2, 11, 62, 65, 68 und 451.